# Nederlandsch Natuur- en Geneeskundig Congres
Het Nederlandsch Natuur- en Geneeskundig Congres was een academische vereniging, opgericht op 16 april 1887 en opgeheven op 7 oktober 2017. De vereniging stelde zich naar buitenlands voorbeeld ten doel:
1. Het met elkaar in contact te brengen van mensen van verschillende wetenschappelijke disciplines
2. Het uitdragen van wetenschappelijke kennis naar een breder publiek.

Bij de oprichting in 1887 was dit de eerste vrij toegankelijke vereniging voor natuurwetenschap in Nederland. De eerste voorzitter was Prof. dr. B.J. Stokvis. Voordien bestonden alleen besloten genootschappen. In de beginjaren werden tweejaarlijks grote meerdaagse congressen gehouden, waarvan de bijdragen van de sprekers werden gebundeld in de handelingen van het Congres. Het grootste deel van de Nederlandse natuurwetenschappelijke en medische onderzoekers was lid van het Congres en bezocht de congressen die op verschillende plaatsen in Nederland werden georganiseerd. Vooraanstaande personen zoals de burgemeester van de congresstad, de voorzitter van de Kamer van Koophandel, de commandant van het plaatselijk garnizoen, soms een minister en een enkele keer prins Hendrik der Nederlanden, beschermheer van het congres, werden uitgebreid als eregasten begroet.
Onder de bestuursleden en sprekers waren eminente wetenschappers en Nobelprijswinnaars zoals Beyerinck, Einthoven, Eijkman, Van 't Hoff, Kamerlingh Onnes, Lorentz, Hugo de Vries, Zeeman en Zernike.

## Leden
Het aantal leden van het Congres was bij de oprichting 684, en steeg daarna langzaam naar ongeveer 1000. Tot kort na de Tweede Wereldoorlog bleef dit aantal leden ongeveer constant. In de jaren 60 van de twintigste eeuw liep de belangstelling van congresbezoekers terug. Het accent kwam gaandeweg steeds meer te liggen op tweede doel: het informeren van belangstellenden over de wetenschappelijke onderzoeksresultaten in Nederland door middel van voordrachten van vooraanstaande onderzoekers. Het genootschap groeide daarna weer door mondreclame. Maar na het jaar 2000 was ook deze formule niet meer succesvol. Het leden- en bezoekersaantal liep terug en uiteindelijk werd de vereniging ontbonden.

## Bron
Van Vonk tot Vlam - Het Nederlands Natuur- en Geneeskundig Congres 1887 - 1987. Handelingen van het 58e congres 14 november 1987 te Amsterdam. Rodopi, Amsterdam, 1989. ISBN 90-5183-112-9. 